# Anthurium scherzerianum
Az Anthurium scherzerianum az egyszikűek (Liliopsida) osztályának hídőrvirágúak (Alismatales) rendjébe, ezen belül a kontyvirágfélék (Araceae) családjába tartozó faj.

## Előfordulása
Az Anthurium scherzerianum eredeti előfordulási területe a közép-amerikai Costa Rica, ahol 1300-2100 méteres tengerszint feletti magasságok között él. Manapság számos helyen tartják szobanövényként, továbbá a botanikus kertek dísze is.

## Megjelenése
Ez a növény évelő epifitonfaj, amelynek azonban talajlakó változata is létezik. A természetben csoportosan is nőhet. A buroklevele a skarlátvöröstől a narancssárgásig változik, 8-10 centiméter hosszú és szélesen ovális. A 8 centiméter hosszú torzsavirágzata narancssárgás-vörös és felkunkorodó. A termése is narancssárga vagy vörös színű. A bőrszerű tapintású, elliptikus levelei 25 centiméter hosszúak és 8 centiméter szélesek; 20 centiméter hosszú levélnyeleken ülnek. A növény akármelyik részének érintése, egyes személyeknél kiütéseket okozhat.
A legközkedveltebb termesztett fajták a következők: 'Album', 'Rothschildianum' és 'Wardii'.